# Senza luce/Per un momento ho perso te
Senza luce/Per un momento ho perso te è un singolo del cantante italiano Fausto Leali, pubblicato dalla Ri-Fi nel 1967.

## I brani

### Senza luce
Senza luce, cover italiana di A Whiter Shade of Pale dei Procol Harum, è il brano registrato anche dai Dik Dik (nel 45 giri Senza luce/Guardo te e vedo mio figlio), da Wess (in Senza luce/I'm a Short-Timer) e, nel 1999, da Al Bano (nell'album Ancora in volo). Il testo italiano è di Mogol, mentre quello originale è di Keith Reid; la musica è di Gary Brooker.

### Per un momento ho perso te
Per un momento ho perso te, cover italiana di (All of a Sudden) My Heart Sings, è il brano registrato nel 1959 da Paul Anka e poi ripreso nel 1961 da Tony Bennett. Mentre l’adattamento in italiano è di Mogol, il testo originale e la musica sono di Harold Rome, Jean Marie Blanvillain e Henry Herpin.

## Tracce
LATO A
1. Senza luce (A Whiter Shade of Pale) – 3:14 (testo: Mogol, Keith Reid – musica: Gary Brooker)

LATO B
1. Per un momento ho perso te ((All of a Sudden) My Heart Sings) – 2:47 (testo: Mogol, Jean Marie Blanvillain – musica: Harold Rome e Henry Herpin)